# Estiva Gerbi
Estiva Gerbi este un oraș în São Paulo (SP), Brazilia.